# تريستان تاورمينو
تريستان تاورمينو (بالإنجليزية: Tristan Taormino)‏ من مواليد 9 مايو 1971 مؤلفة نسوية أمريكية، وكاتبة، ومربية للجنس، وناشطة، ومحررة، ومتحدثة، ومضيفة إذاعية، ومخرجة أفلام إباحية.

## روابط خارجية
- تريستان تاورمينو على موقع IMDb (الإنجليزية)
- تريستان تاورمينو على موقع أول موفي (الإنجليزية)
- تريستان تاورمينو على موقع إن إن دي بي (الإنجليزية)
- تريستان تاورمينو على موقع قاعدة بيانات الفيلم (الإنجليزية)
- تريستان تاورمينو على موقع كينوبويسك (الروسية)